# صخرتا الأخوين

## صخرتا الأخوين
وتلفظ (بالإيطالية: سكوليو ديو فراتيلي؛ وباللغة الصقليّة: الرو فراتي). صخرتا الأخوين عبارة عن تكوين صخري يقع في البحر الأيوني شمال شرقي سَرَقُسَة في صقلية.

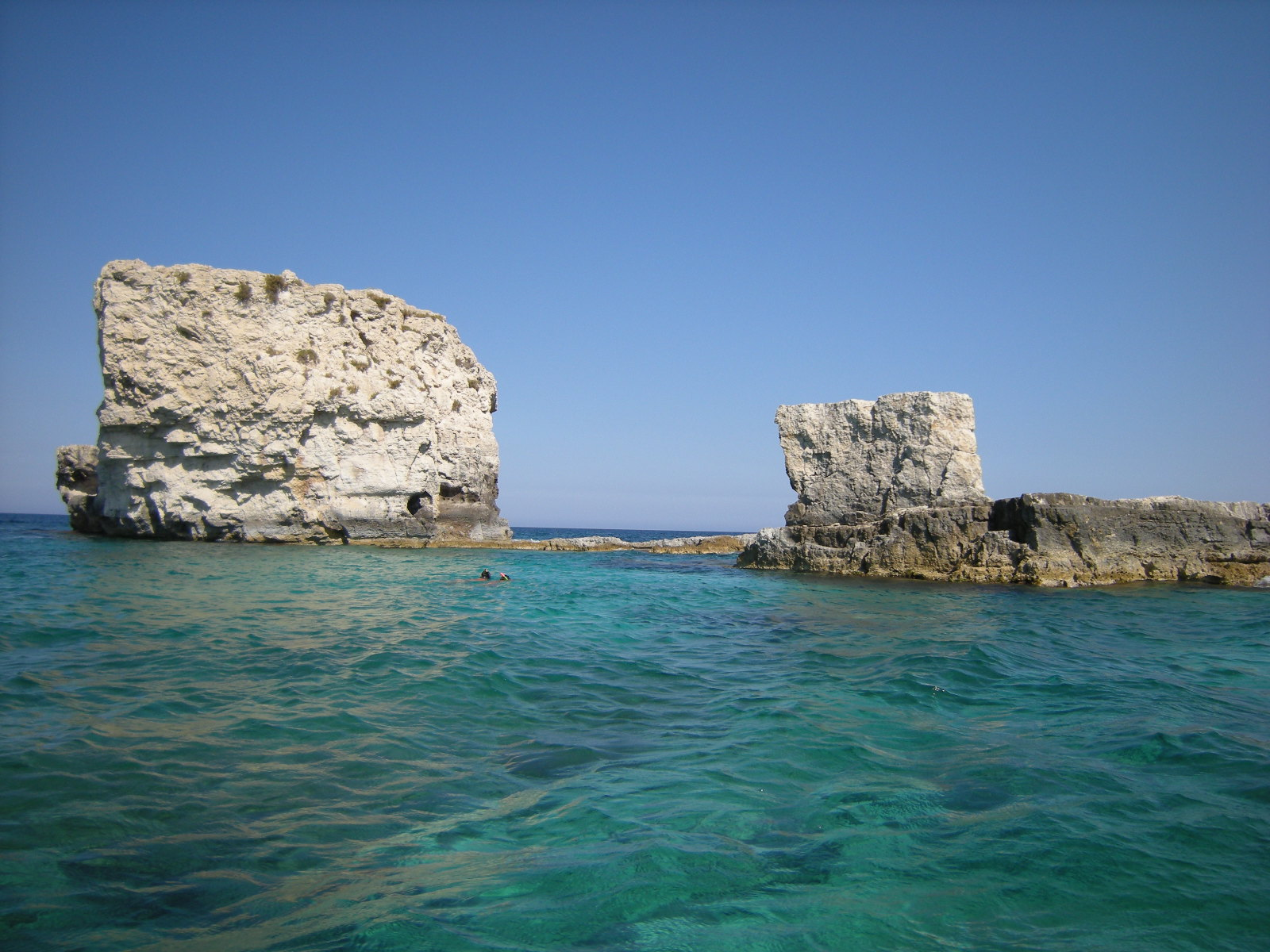
صخرتا الأخوين

## الجغرافيا
تقع هاتين الصخرتين بين منطقتي غروتاسانتا مازارونا وشارع تونس على خليج يسمى ساحل Piliceddi (بيليشيدي). وجميع السواحل في هذا الحي متعرجة للغاية، ما عدا شاطئ صغير نتج عن تفكك الصخور. كما أن عمق البحر لا يتجاوز20 متر.

## الصخرتين
تقع الصخرة الكبيرة على بُعد 70 متر من الساحل ويبلغ طولها أكثر من 12 متر. وبسبب شكلها سميت هذه الصخرة بالفيل أو الصناجة (أو الماستودون وهو حيوان بائد يشبه الفيل). ويقسم هذه الصخرة صدع يبدأ من مستوى البحر وحتى أعلى الصخرة مشكلًا كهفين داخلها. والجزء الخلفي مكشوف على البحر ويتكون من الصخور الحادة والفجوات نتيجة ارتطام الأمواج فيه. وأما الجهة الأمامية فإنها متعامدة على سطح البحر. وتعد هاتان الصخرتان من أفضل التكوينات الصخرية القريبة من سرقوسة؛ وذلك بسبب أسطورة الأخوين وحادثة موت صبي يبلغ من العمر 12 عامًا تقريبًا حيث لقي حتفه وهو يحاول الوصول إلى الجزء السفلي من الصخرة.
تقع الصخرة الصغيرة على بُعد 50 متر من الساحل ويبلغ طولها 5 أمتار. وتشبه هذه الصخرة القارب الصغير وتبعد عن الصخرة الكبيرة 12 مترًا حيث يمكن للقوارب الصغيرة المرور بينهما. يقع أعلى الشطر الأيسر من الصخرة على البحر بشكل مسطح وعمودي. بينما ينحدر يمينها إلى سطح البحر الذي نتج عنه صخورًا حادة والعديد من الفجوات بسبب تعرضها لمياه البحر.

## الأساطير حول هاتين الصخرتين
ظهرت ثلاثة أساطير حول هاتين الصخرتين
-في يوم من الأيام ذهب الشقيقان في رحلة صيد الأسماك بالرمح، وغاص أحدهم تحت الماء ولكنه عَلِق في أحد الصدوع وهب الآخر لمساعدة أخيه ولكنهما غرقا جميعًا.
-في يوم مشرق ومشمس، قرر الشقيقان القفز من الصخرة الكبرى وأثناء تسلقهما هبت عاصفة شديدة وأخذت تلطم الصخور بشدة. ولكن الشقيقان قفزا من الصخرة فغرقا. وتروي الأسطورة الثالثة التشابه بين الصخرتين والشقيقان الأكبر والأصغر.

## النباتات والحيوانات
تعد نباتات وحيوانات البحر الأبيض المتوسط فريدةً من نوعها. وهناك عدة أنواع من النباتات المائية معظمها عشبة نبتون.
```
وهناك العديد من الحيوانات مثل، 
السرطان
، 
والمحار
، 
وقنافذ البحر
، 
والأخطبوط
، 
ونجم البحر
، والعديد من أنواع 
الأسماك
، 
وثعابين الموراي
، 
وسمك الرقيطة
. وشهد عام 
2005
 تدفقًا كبيرا من 
قناديل البحر
 معظمها من 
فصيلة
 بلاجيا نوكتيلوكا. وشهدت 
المدن
 الساحلية زيادة في 
أعداد
 
قناديل البحر
 حيث ألحقت الأذى بالعديد من 
الأشخاص
 الذين حاولوا 
السباحة
. 
```

## السياحة
تزدهر السياحة في فصل الصيف وذلك بين شهري يونيو وسبتمبر. وينجذب السياح لمنظر مياه البحر والصخور الخشنة. يُمكن للسياح الاستمتاع بالبحر والصخور عبر جولات القوارب التي يقودها المحترفين. تستغرق الجولة نصف ساعة وتبدأ من جزيرة أورتيجا مرورًا بسواحل الكهوف البحرية في سيراكيوز حيث تصل أخيرًا إلى صخرة الأخوين. وتتوقف القوارب بضع دقائق حتى تُعطي السياح فرصة السباحة، بعد ذلك تعود القوارب إلى جزيرة أوتيجا. وفي هذه الطبيعة الساحرة يمكنك الاستمتاع بالبحر والاسترخاء. وهناك العديد من الأنشطة التي يمكن ممارستها مثل الغوص عند الصخور، وصيد الأسماك بالرمح نظرًا لوفرة الحيوانات.

## كيف يمكنك الوصول للصخرتين
وللوصول إلى هاتين الصخرتين لابد من المرور بمدينة صقليّة والذهاب إلى منطقة جروتاسانتا. وبعد الوصول إلى هذه المنطقة، توجه إلى نهايتها ثم استدر يمينًا حيث الجدار المدمر. مباشرة ستجد الصخرتين بعد المسار الخاص بالدراجة. ستجد مسطحات البحر الأبيض المتوسط الخضراء وتحدها منحدرات ساحل بيليكيدي حيث يمكنك من هناك رؤية الصخرتين. وعند المشي باتجاه الجرف ستجد جرفًا قصيرًا ذو انحدار شديد ومن هنا يمكنك رؤية الدرج الصخري القديم. وعند النزول باتجاه الشعب المرجانية الأقرب للبحر، ستصل إلى جزيرة صغيرة حيث يمكنك رؤية صخرتا الأخوين. وتبلغ المسافة بين الصخرتين والجزيرة حوالي 60 مترًا.